# دانشگاه بیرمنگام
دانشگاه بیرمنگام (به انگلیسی: University of Birmingham) یک دانشگاه تحقیقاتی دولتی در بیرمنگام واقع در منطقه میدلندز غربی انگلستان است که در سال ۱۹۰۰ میلادی بنیان‌نهاده شده‌است.
درآمد سالانه مؤسسه برای سال ۲۰۱۵–۲۰۱۶ ۶۲۵٫۶ میلیون پوند بود که ۱۳۵٫۵ میلیون پوند از کمک‌های پژوهشی و قراردادها با هزینه ۵۶۲٫۱ میلیون پوندی بود.